# Arísvi
Arísvi är en ort i Grekland.   Den ligger i prefekturen Nomós Rodópis och regionen Östra Makedonien och Thrakien, i den nordöstra delen av landet, 400 km norr om huvudstaden Aten. Arísvi ligger 38 meter över havet och antalet invånare är 1 068.
Terrängen runt Arísvi är platt åt sydväst, men åt nordost är den kuperad. Runt Arísvi är det ganska glesbefolkat, med 28 invånare per kvadratkilometer. Närmaste större samhälle är Komotini, 16,4 km väster om Arísvi. Trakten runt Arísvi består till största delen av jordbruksmark.